# رزگ (خوسف)
رزگ یک روستا در ایران است که در شهرستان خوسف واقع شده‌است. رزگ ۸۰ نفر جمعیت دارد.